# Élections sénatoriales de 2023 dans la Meuse
Les élections sénatoriales dans la Meuse ont lieu le dimanche 24 septembre 2023. Elles ont pour but d'élire les deux sénateurs représentant le département au Sénat pour un mandat de six années.

## Contexte départemental
Lors des élections sénatoriales de 2017 dans la Meuse, Gérard Longuet (LR) et Franck Menonville (UDI) ont été élus.
Depuis, tous les effectifs du collège électoral des grands électeurs ont été renouvelés, avec les élections législatives de 2022, les élections régionales de 2021, les élections départementales de 2021 et les élections municipales de 2020.

## Sénateurs sortants
| Sénateur | Sénateur          | Parti | Fonctions lors de l'élection en 2017 |
| -------- | ----------------- | ----- | ------------------------------------ |
|          | Franck Menonville | UDI   | Adjoint au maire de Stainville       |
|          | Gérard Longuet    | LR    | Sénateur sortant                     |

## Présentation des candidats et des suppléants
Les nouveaux représentants sont élus pour une législature de 6 ans au suffrage universel indirect par les 900 grands électeurs du département. Dans la Meuse, les sénateurs sont élus au scrutin majoritaire plurinominal. Le nombre reste inchangé, deux sénateurs sont à élire.
| T/S | Candidats | Candidats              | Parti | Principales fonctions                                |
| --- | --------- | ---------------------- | ----- | ---------------------------------------------------- |
| T   |           | Brigitte Gaudineau     | RN    |                                                      |
| S   |           | Marc Mailfait          | RN    | Conseiller régional                                  |
|     |           |                        |       |                                                      |
| T   |           | Franck Menonville      | UDI   | Sénateur sortant, conseiller municipal de Stainville |
| S   |           | Laetitia Hurlain       | DVD   | Maire des Monthairons                                |
|     |           |                        |       |                                                      |
| T   |           | Marie-Claude Thil      | PS    | Maire de Béthincourt                                 |
| S   |           | Benoît Dejaiffe        | PS    | Conseiller municipal de Bar-le-Duc                   |
|     |           |                        |       |                                                      |
| T   |           | Jean-Christophe Vélain | DVD   | Maire de Vacherauville                               |
| S   |           | Dania Klein            | DVD   | Maire des Hauts-de-Chée                              |
|     |           |                        |       |                                                      |
| T   |           | Quentin Briey          | LFI   |                                                      |
| S   |           | Claire Legouge         | LFI   |                                                      |
|     |           |                        |       |                                                      |
| T   |           | Sylvain Gillet         | DVD   | Maire de Nançois-sur-Ornain                          |
| S   |           | Isabelle Basso         | DVD   | Adjointe au maire de Ligny-en-Barrois                |
|     |           |                        |       |                                                      |
| T   |           | Jocelyne Antoine       | DVD   | Conseillère départementale, maire de Senon           |
| S   |           | Lionel Jacquemin       | DVD   | Maire de Heudicourt-sous-les-Côtes                   |
|     |           |                        |       |                                                      |
| T   |           | Laurent Frydlender     | DVD   |                                                      |
| S   |           | Elisabeth Pereira      | DVD   |                                                      |
|     |           |                        |       |                                                      |

## Résultats
| Candidats                | Candidats                | Parti                    | Nuance                   | Premier tour | Premier tour | Second tour | Second tour |
| Candidats                | Candidats                | Parti                    | Nuance                   | Voix         | %            | Voix        | %           |
| ------------------------ | ------------------------ | ------------------------ | ------------------------ | ------------ | ------------ | ----------- | ----------- |
|                          | Franck Menonville        | UDI                      | UDI                      | 657          | 77,75        |             |             |
|                          | Jocelyne Antoine         | DVD                      | DVD                      | 258          | 30,53        | 352         | 42,05       |
|                          | Jean-Christophe Vélain   | DVD                      | DVD                      | 216          | 25,56        | 273         | 32,62       |
|                          | Brigitte Gaudineau       | RN                       | RN                       | 119          | 14,08        | 96          | 11,47       |
|                          | Marie-Claude Thil        | PS                       | DVG                      | 105          | 12,43        | 96          | 11,47       |
|                          | Sylvain Gillet           | DVD                      | DVD                      | 64           | 7,57         | Retrait     | Retrait     |
|                          | Quentin Briey            | LFI                      | FI                       | 42           | 4,97         | 20          | 2,39        |
|                          | Laurent Frydlender       | SE                       | DVD                      | 35           | 4,14         | Retrait     | Retrait     |
|                          |                          |                          |                          |              |              |             |             |
| Suffrages exprimés       | Suffrages exprimés       | Suffrages exprimés       | Suffrages exprimés       | 845          | 98,60        | 837         | 97,78       |
| Votes blancs             | Votes blancs             | Votes blancs             | Votes blancs             | 4            | 0,47         | 12          | 1,40        |
| Votes nuls               | Votes nuls               | Votes nuls               | Votes nuls               | 8            | 0,93         | 7           | 0,82        |
| Total                    | Total                    | Total                    | Total                    | 857          | 100          | 856         | 100         |
| Abstention               | Abstention               | Abstention               | Abstention               | 21           | 2,39         | 22          | 2,51        |
| Inscrits / participation | Inscrits / participation | Inscrits / participation | Inscrits / participation | 878          | 96,24        | 878         | 97,49       |